# しながわ区民公園

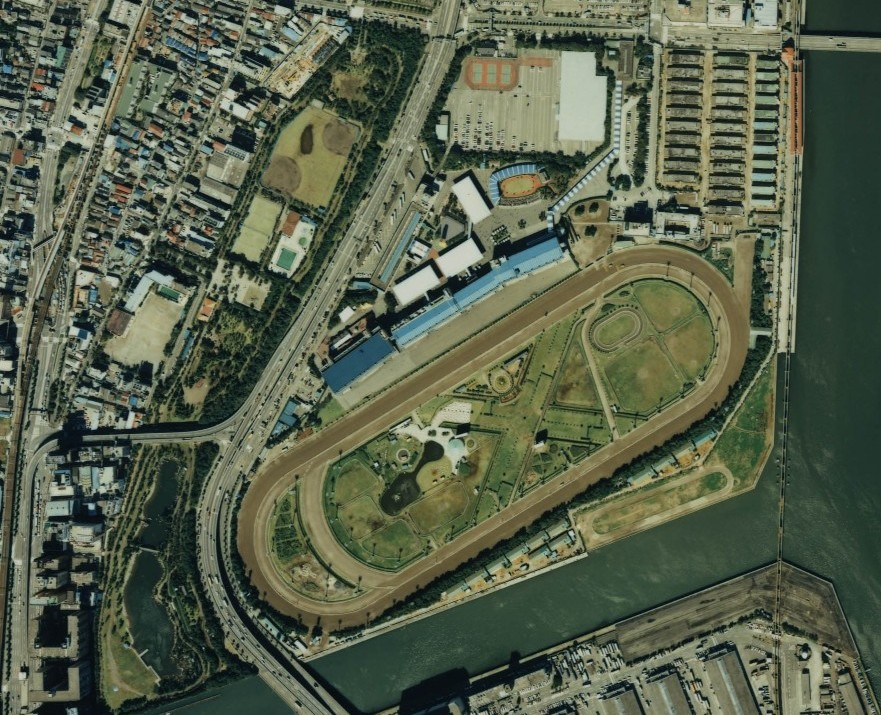
しながわ区民公園がある品川区勝島付近の航空写真。1989年度撮影。しながわ区民公園は写真左寄りにある南北に細長い緑地である。公園の右隣にある楕円形のトラックをもった施設は大井競馬場。

しながわ区民公園（しながわくみんこうえん）は、「花とひろばと水と緑の公園」をテーマとした区立公園としては最大規模の総合公園である。園内にはしながわ水族館やしながわ区民公園屋外プールが併設されており、桜の広場、スポーツの広場、遊びの広場、潮の広場等に分かれ、遊戯施設、運動施設（少年野球場、テニスコート、プール）、デイキャンプ場、流れ、および海水を利用した1万平方メートルの人工湖「勝島の海」がある。

## 歴史
- 1983年4月1日 - 開園[1]。
- 1991年10月 -園内にしながわ水族館が開館。
- 2016年7月 -園内のしながわ区民公園屋外プールがリニューアルオープン[2]。
- 2017年5月 -園内にしながわこども冒険ひろばがオープン

## 主な施設
- しながわ水族館（詳細は当該項目を参照）
- しながわ区民公園屋外プール（夏期のみ）
- 少年野球場
- テニスコート
- デイキャンプ場（利用に関しては問い合わせのこと）
- サイクリングロード（1周約2Kmを貸し自転車で走ることが出来る）
- 遊び場
- クジラの噴水
- 勝島の海（池）
- プレーパーク「しながわこども冒険ひろば」[3]

## 近隣施設
- 大井競馬場
- 平和島競艇場

## アクセスなど
- 京急本線大森海岸駅または立会川駅より徒歩約5分。京浜東北線・大森駅より徒歩約15分。
- JR京浜東北線「大井町駅 中央改札（アトレ口）・東口6番バス乗場」より無料送迎バス約15分[4]
- 開園時間:4月～11月は午前6時から午後8時30分まで　12月～3月は午前6時から午後6時30分まで
- 公園利用者用に駐車場あり。(有料)
- 料金など：入園料は無料。諸施設利用は有料のものや予約等が必要なものもあるので、詳細は公園事務所に問い合わせの事。

## ギャラリー

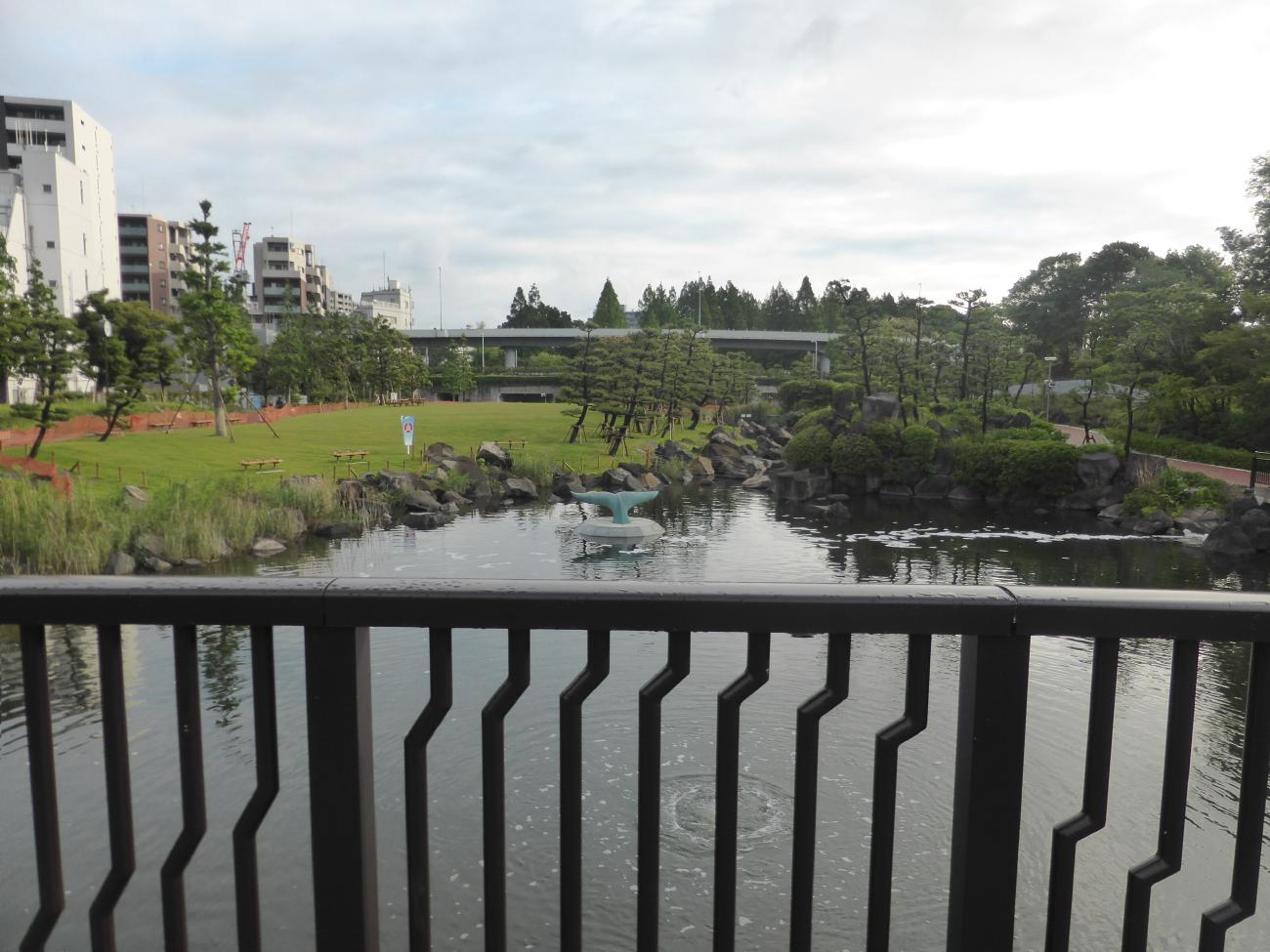
しながわ区民公園から見る首都高1号線
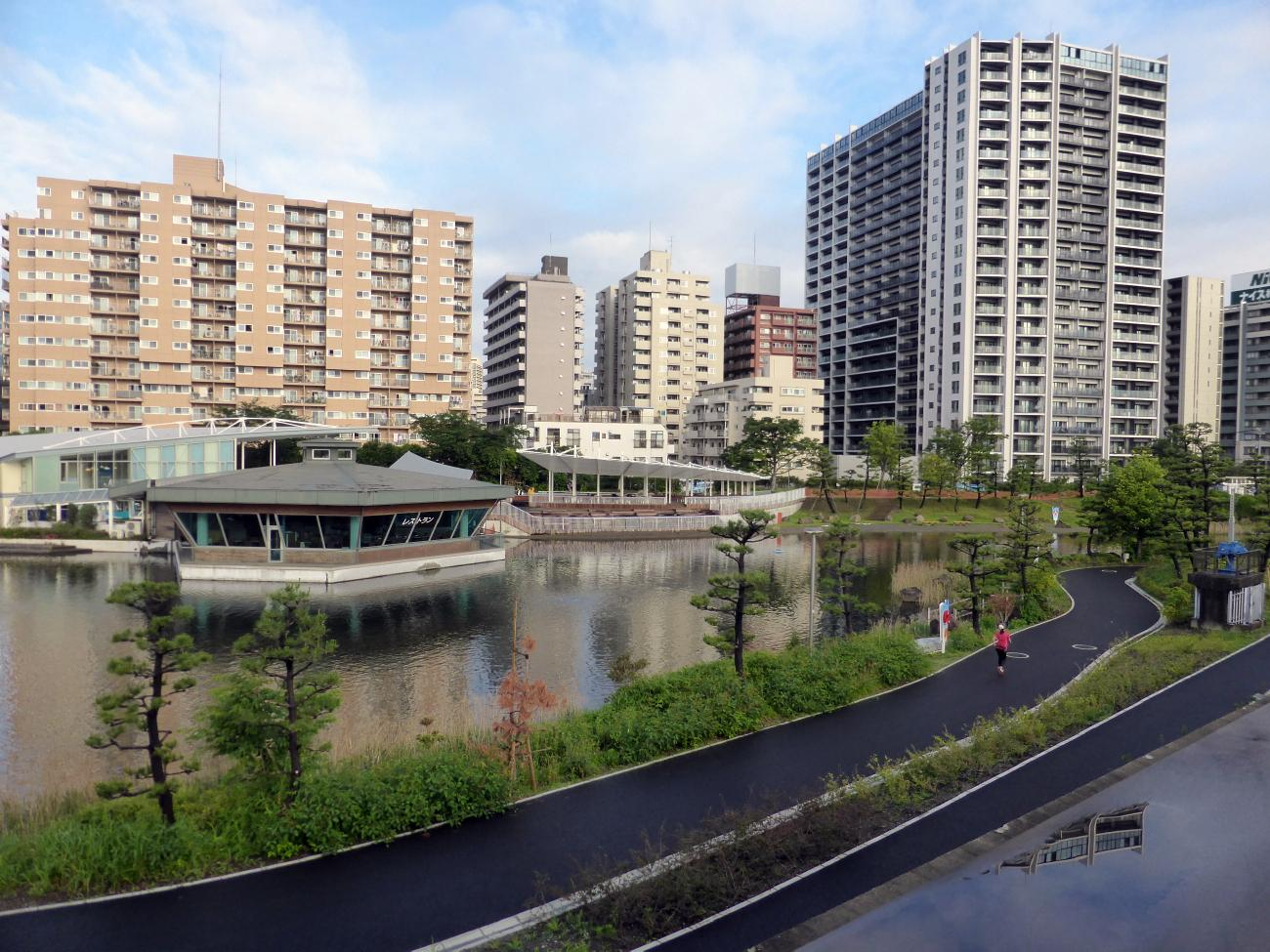
しながわ区民公園全景
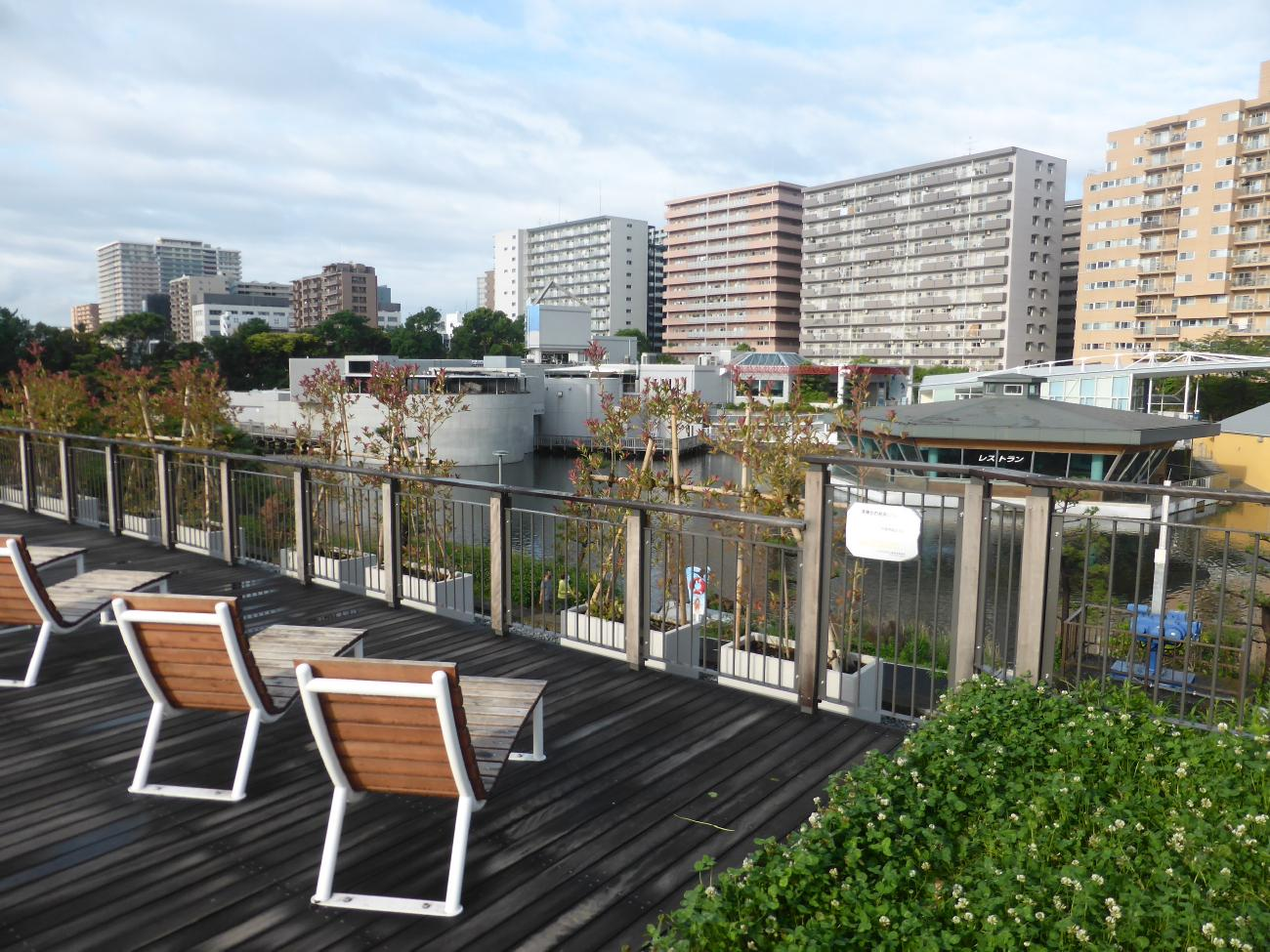
見晴台から見るしながわ区民公園